# Die Eisenbahnbrücke von Pontoise

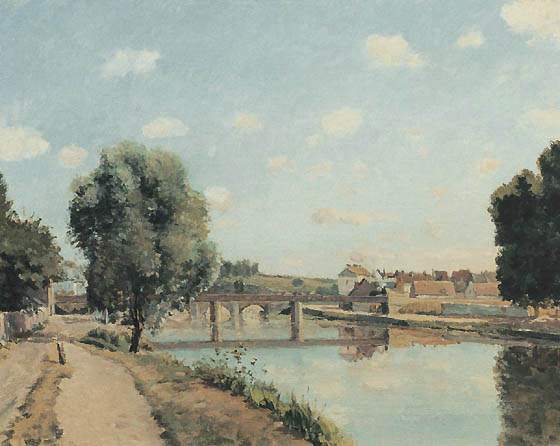
Die Eisenbahnbrücke von Pontoise
Camille Pissarro, 1873
50 cm× 65 cm
Öl auf Leinwand
Privatbesitz

Die Eisenbahnbrücke von Pontoise (französisch Le Pont du chemin de fer, Pontoise) ist der Titel eines um 1873 entstandenen Gemäldes des französischen Malers Camille Pissarro. Das 50 cm × 65 cm große, in Öl auf Leinwand gemalte Bild zeigt die 1860 errichtete Eisenbahnbrücke über die Oise zwischen Pontoise und Saint-Ouen-l’Aumône (ca. 30 km nordwestlich von Paris), die heute beide dem Gemeindeverbund (Communauté d’agglomération) Cergy-Pontoise angehören. Der Fluss bildet die Grenze zwischen dem Vexin und der Region Île-de-France.
Obwohl Pissarro zwischen 1866 und 1883 mehr als 300 Bilder und unzählige Zeichnungen von, um und in der französischen Stadt Pontoise schuf und sich um 1873/74 auch verstärkt der Darstellung der Eisenbahnlinie durch den Ort widmete, so ist Die Eisenbahnbrücke von Pontoise die einzige Darstellung des Bauwerks durch den Künstler in Form eines Gemäldes. Die beiden anderen Bilder dieser Serie sind La route au bord du chemin de fer, effet de neige (1873) und La barrière du chemin de fer aux pâtis, près Pontoise (1873–74).
Die dargestellte ursprüngliche Brücke ist nicht mehr erhalten und wurde in den Jahren 1932, 1946 und 1998 jeweils durch einen Neubau ersetzt.

## Bildbeschreibung

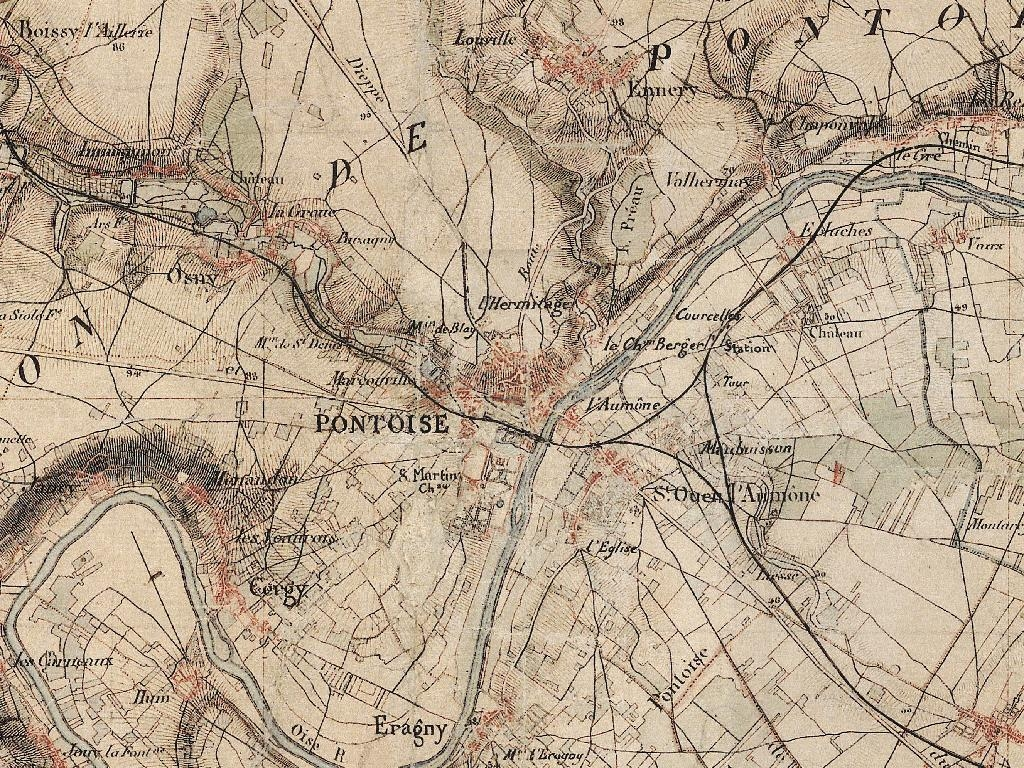
Zeitgenössische topografische Karte von Pointoise mit der Bahnstrecke und der Flussquerung

Pissarros Die Eisenbahnbrücke von Pontoise ist eine um 1873 entstandene impressionistische Landschaftsansicht. Das Bild zeigt den von unten rechts schräg zur linken Bildmitte verlaufenden Fluss Oise entgegen der Fließrichtung an einem fast klaren Sonnentag mit blauem Himmel, der auch durch eine Vielzahl angedeuteter Cumuluswolken nicht getrübt wird. Der Himmel nimmt gut die Hälfte der Bildfläche ein. Der Betrachter der Szene steht am Ostufer des Flusses auf dem Uferweg und blickt über den Wasserlauf hinweg auf eine Häuseransammlung gegenüber der Stadt Pontoise, die in der rechten Bildhälfte dargestellt wird und sich im Wasser spiegelt. Von dem gut ein Dutzend Häusern sind nur die meist rot gedeckten Dachflächen hinter dem Bahndamm zu sehen; eine Ausnahme bildet nur ein höheres Haus am Ufer, das mit heller Fassade am Ortsrand am Flussufer abgebildet ist.
Die linke Bildhälfte wird durch einen großen belaubten Baum dominiert, der zwischen dem schmalen Uferweg und dem Fluss steht. Er verdeckt zu einem guten Teil das Hauptmotiv des Bildes, die Eisenbahnbrücke, die sich waagerecht im unteren Bilddrittel vom linken Rand bis in die rechte Bildhälfte erstreckt und im Ort in dem Bahndamm übergeht. Kurz vor dem Übergang, aber noch auf der Brücke, ist grob angedeutet eine kleine Dampflokomotive zu erkennen, die aus ihrem Schornstein weißen Rauch ausstößt und Richtung Saint-Ouen-l’Aumône fährt. Sie fährt alleine ohne angehängte Waggons und ist nur bei genauerer Betrachtung zu erkennen. Hinter der Eisenbahnbrücke ist verdeckt die alte mittelalterliche Steinbogenbrücke zu sehen, die namensgebend für den Ort Pontoise (Brücke über die Oise) ist. Die Eisenbahnbrücke überspannt in dem schmalen Bildausschnitt links neben dem großen Baum auch den Uferweg, der hinter dem Bauwerk zu einem Haus mit blauer Fassade und dunklem Dach führt, das einzige abgebildete Gebäude aus Pontoise selbst. Es wird von einem am linken Bildrand angeschnitten kleineren Baum hinter der Brücke verdeckt, die dort ihr linkes Widerlager hat und in die Landstrecke übergeht. Zwischen dem großen Baum und dem Ort ist hinter der Brücke eine sanfte Hügellandschaft abgebildet, die mit einem kleinen Wäldchen bedeckt ist.
Am rechten Bildrand rahmt ebenfalls angeschnitten ein weiterer hoch gewachsener Baum die Szenerie ein. Er ist im Gegensatz zu den beiden anderen vollständig im vollen Sonnenlicht dargestellten Bäumen in dunkleren Farben gemalt und scheint am gegenüberliegenden Ufer im Schatten zu stehen. Auffallend ist, dass der Künstler keine Menschen, Boote auf dem Fluss oder sonstige menschliche Aktivitäten im Bild darstellt. Der helle Uferweg im Vordergrund ist leer und der Blick konzentriert sich dort auf eine Ansammlung von Blumen im Vordergrund und einen kleinen, senkrecht stehenden, scheinbar ohne Zweck dort stehenden Pfahl am Wegrand.

## Pissarros Darstellung von Flüssen und Eisenbahnen
Die Darstellungen von Flusslandschaften wurden erst ab den späten 1860er und in den 1870er Jahren zu einem archetypischen Sujet in der französischen Landschaftsmalerei. Flussdarstellungen, auch in der Darstellung als Wasserverkehrwege, waren zwar seit dem 17. Jahrhundert ein beliebtes Motiv in illustrierten Landschaftsführern verschiedenen französischer Regionen, speziell auch in den 1840er, 1850er und 1860er Jahren, fanden aber als Motiv in der Landschaftsmalerei kaum einen Widerhall. In der Mitte des 19. Jahrhunderts stellten Landschaftsmaler sowie Vorläufer der Impressionisten wie Corot, Chintreuil, Millet, Rousseau und Diaz Gewässer überwiegend hauptsächlich als kleine Bäche und Teiche dar, die Wälder oder freie Landschaften akzentuierten, aber nicht das Hauptmotiv waren.
Im Kontrast dazu standen die als Wasserverkehrswege genutzten breiten Flüsse, die später umsäumt von Gebäuden und gefüllt mit Schiffen und Booten die Landschaften von Lépine, Sisley, Renoir, Monet, Manet und auch Pissarro dominierten. Die Impressionisten wurden neben den genannten Landschaftsführern vor allem aber auch durch die holländische Landschaftsmalerei des 17. Jahrhunderts inspiriert, speziell die Bilder von Salomon van Ruysdael, Jan van Goyen und ihren Nachfolgern, die das niederländische System von Kanälen und Straßen in seiner Bedeutung als Wirtschafts- und Infrastruktur von nationaler Wichtigkeit abbildeten.

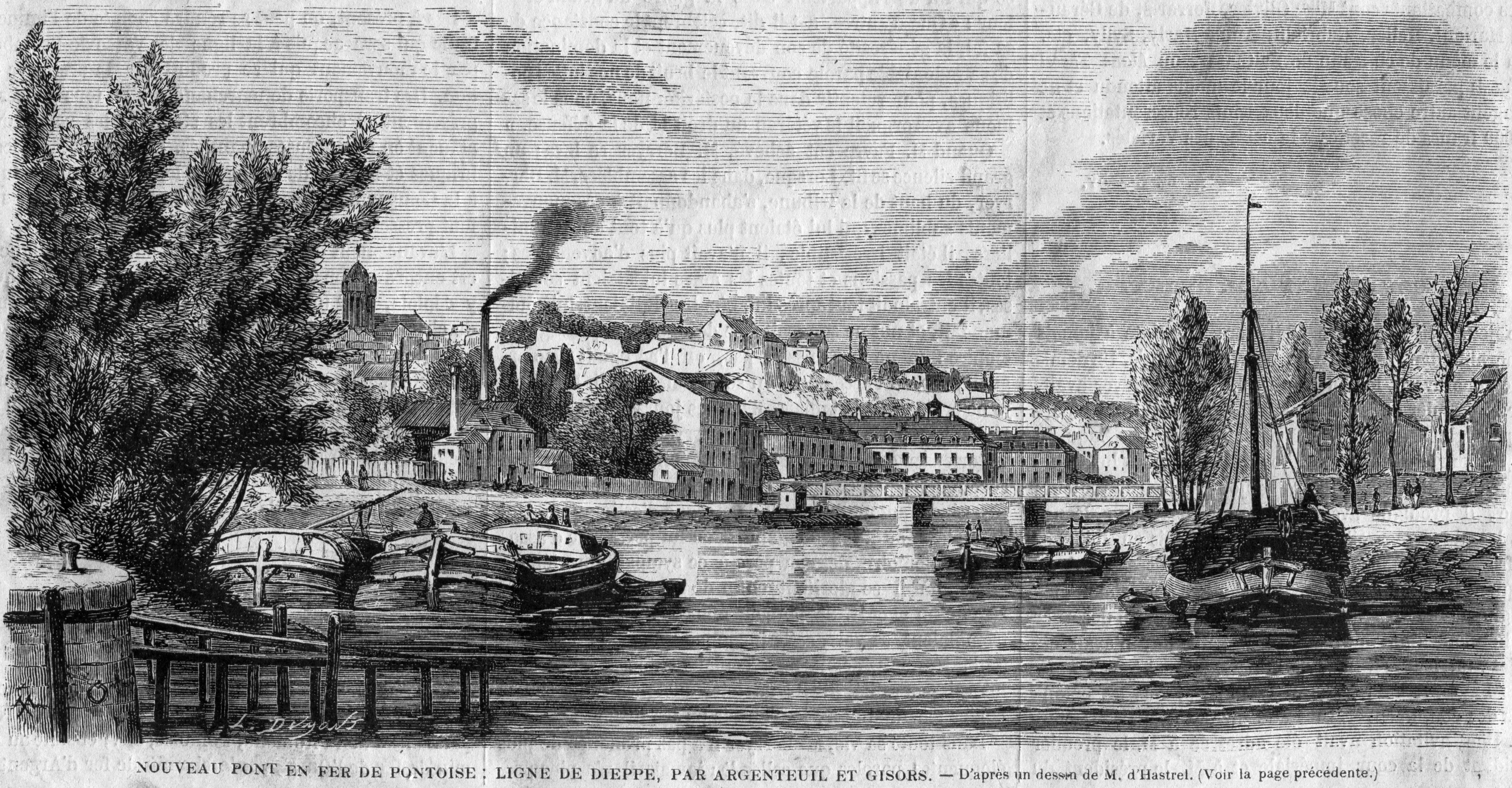
Adolfo d'Hastrel: Illustration der neu erbauten Eisenbahnbrücke von Pontoise, Gravur, 1862
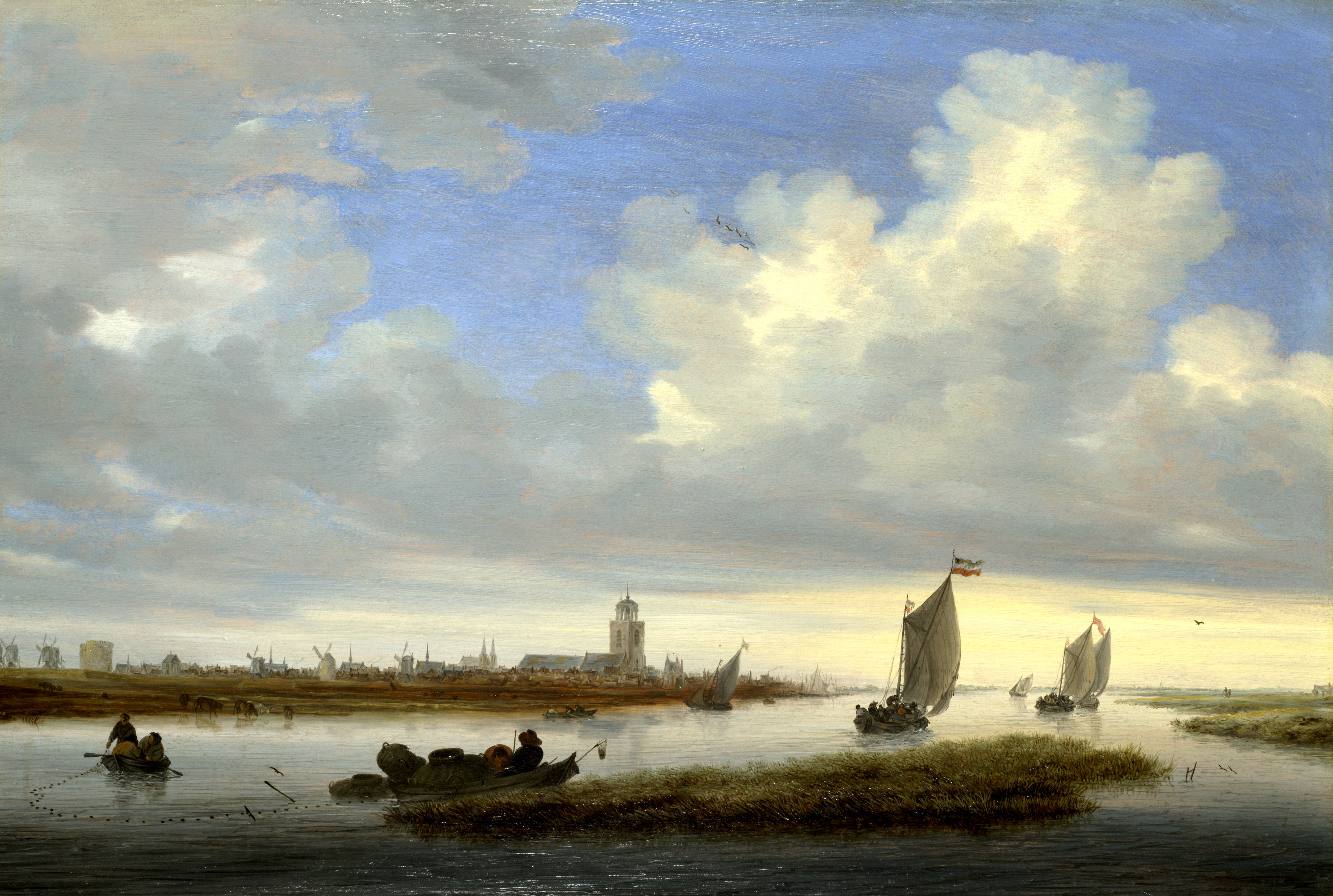
Salomon van Ruysdael: Deventer Seen von Nord-West
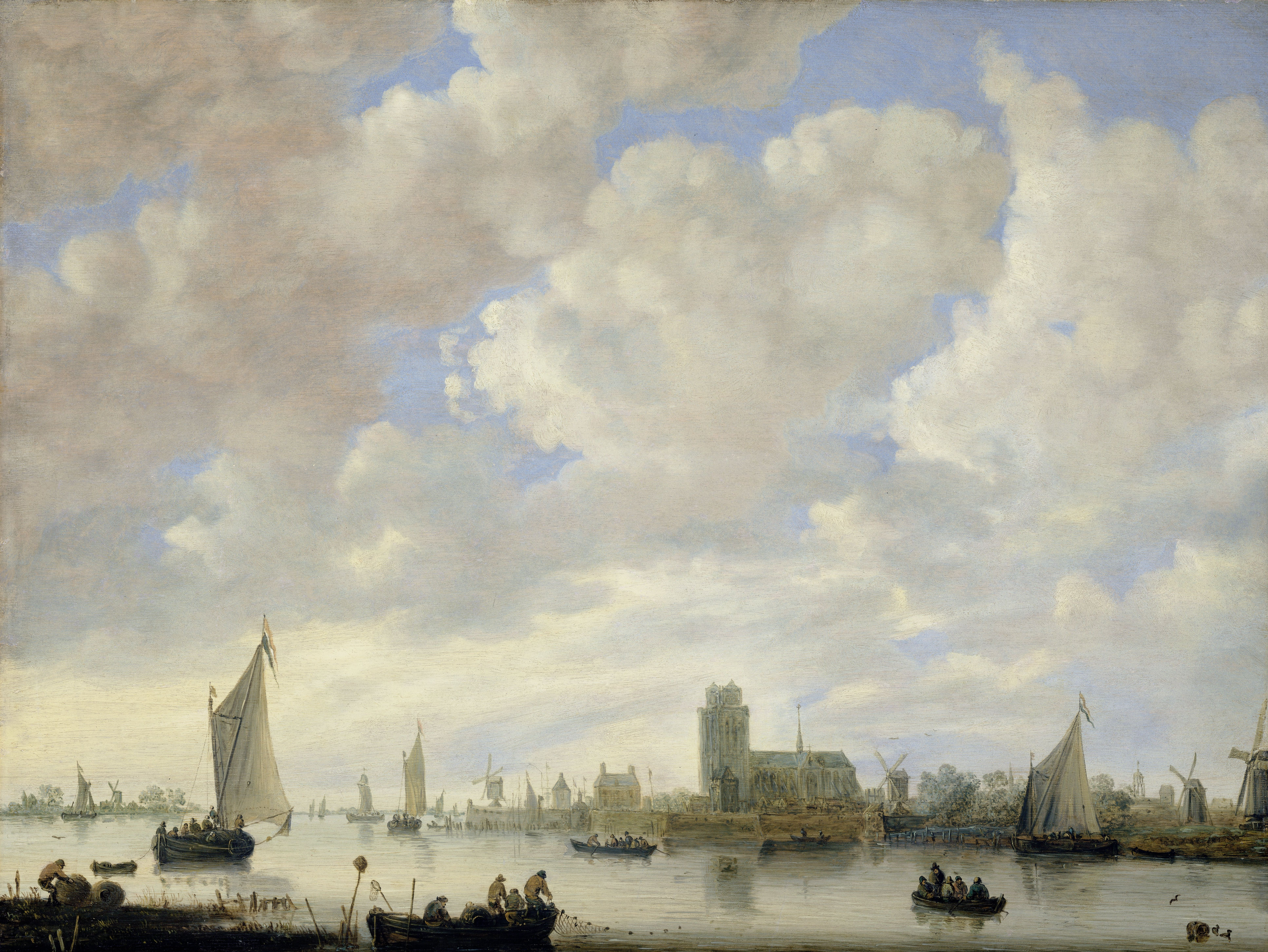
Jan van Goyen Blick auf die Merwede bei Dordrecht

Beide Vorbilder, französische Illustrationen wie die holländische Flussmalerei, finden sich vereint in den Werken von Daubigny, der zusammen mit Jongkind zu den unmittelbaren Vorläufern der Impressionisten gezählt werden kann. Daubignys Eigenschaft als Reiseillustrator und Landschaftsmaler gaben ihm die Möglichkeit, Flussmotive auch in Kunstausstellungen vorzustellen und sie so in die Malerei einzuführen. Sein Bild Les Laveuses au bord de la Seine à Bonnières (1860) kann als direktes Vorbild zu Pissarros Bords de la Marne à Chennvières (1865) angesehen werden.
Der Hafen von Pontoise war neben der Landwirtschaft der ökonomisch bedeutendste Wirtschaftsfaktor des Ortes. Die Oise verband den belgischen Wirtschaftsraum mit dem Pariser Großraum und der Pontoiser Flusshafen wurde laut einer Monographie von 1899 im 19. Jahrhundert stark als Umschlagsplatz genutzt. Pontoise war für Pissarro durch den Hafen mehr als nur ein pittoresker Ort in der Landschaft. Dieser Umstand ist auch ursächlich für die vollkommen konträre Darstellung Pissarros der Oise bei Pontoise im Gegensatz zu Monets Darstellungen der Seine, die häufig als Schlüsselwerke des Impressionismus in Reinform angesehen werden. Bei Monet ist der Fluss ein Ort des Vergnügens und Entspannung, aber auch ein Ort des technischen Fortschritts, symbolisiert unter anderem durch Eisenbahnbrücken, die die Szenerie überspannen. Spaziergänger promenieren am Ufer von Monets Seine, Pavillons säumen den Fluss und das Wasser ist voll von Segelbooten und Schwimmern.

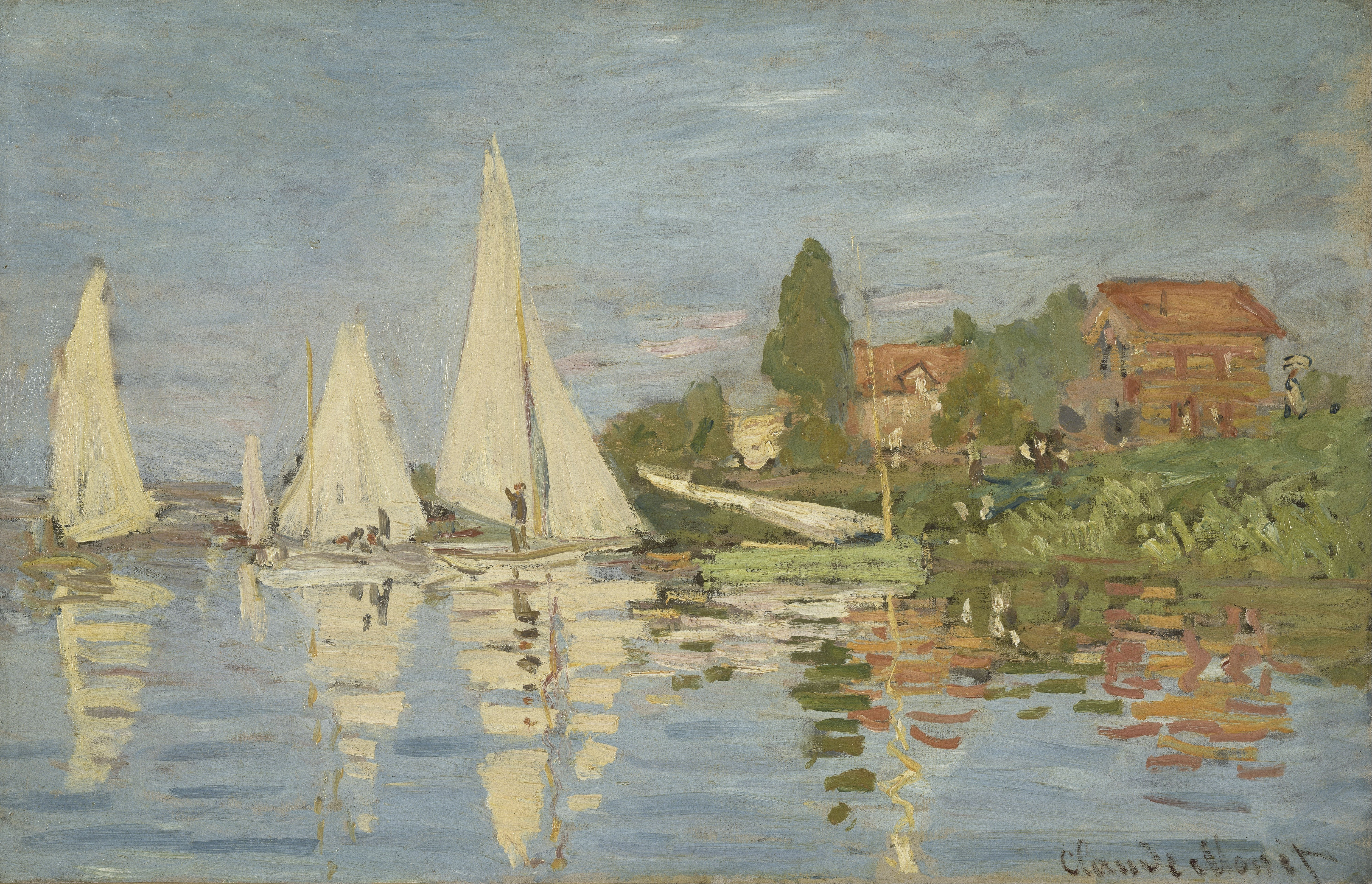
Clause Monet: Régate à Argenteuil, 1872
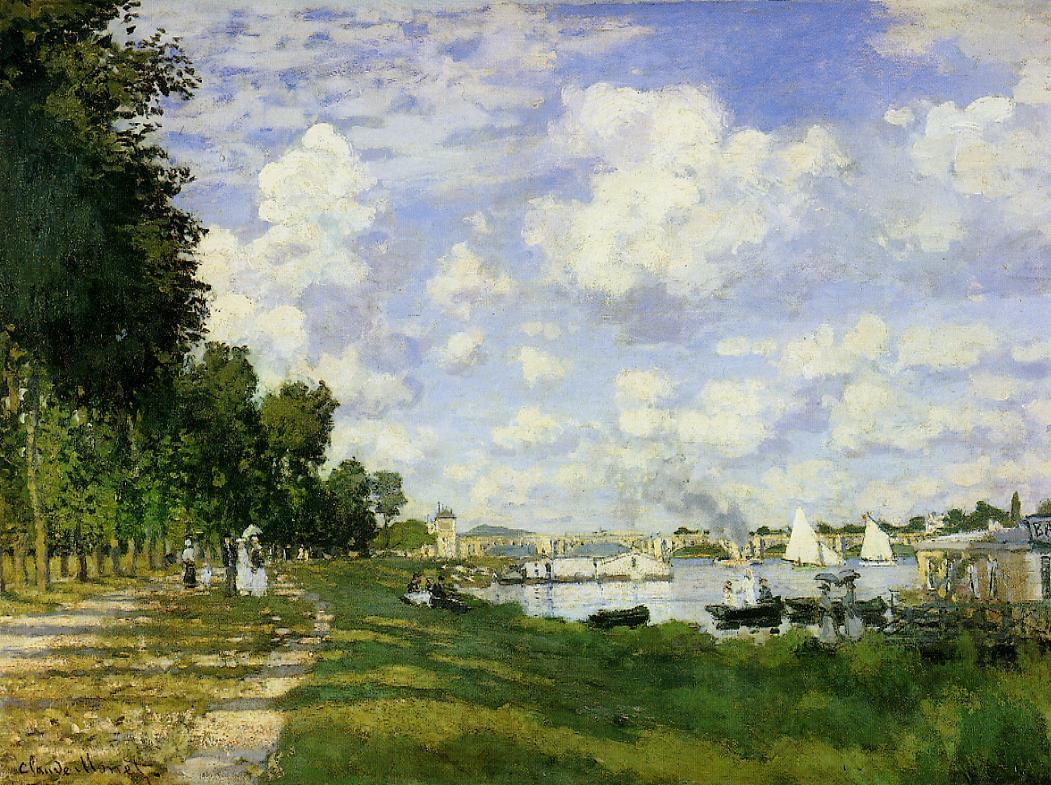
Claude Monet: Le bassin d'Argenteuil, 1872
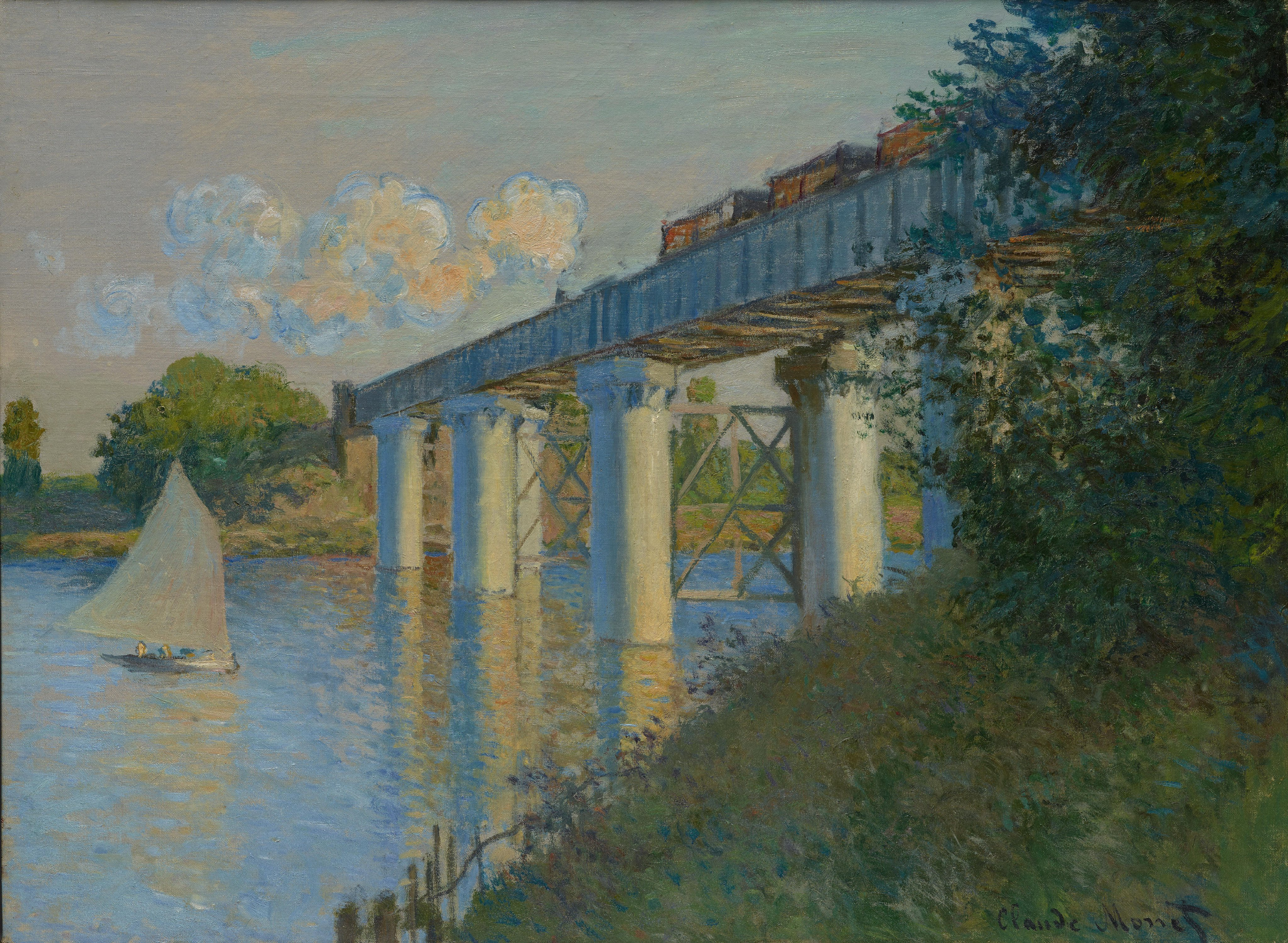
Claude Monet: Le pont de chemin der fer à Argenteuil, 1873
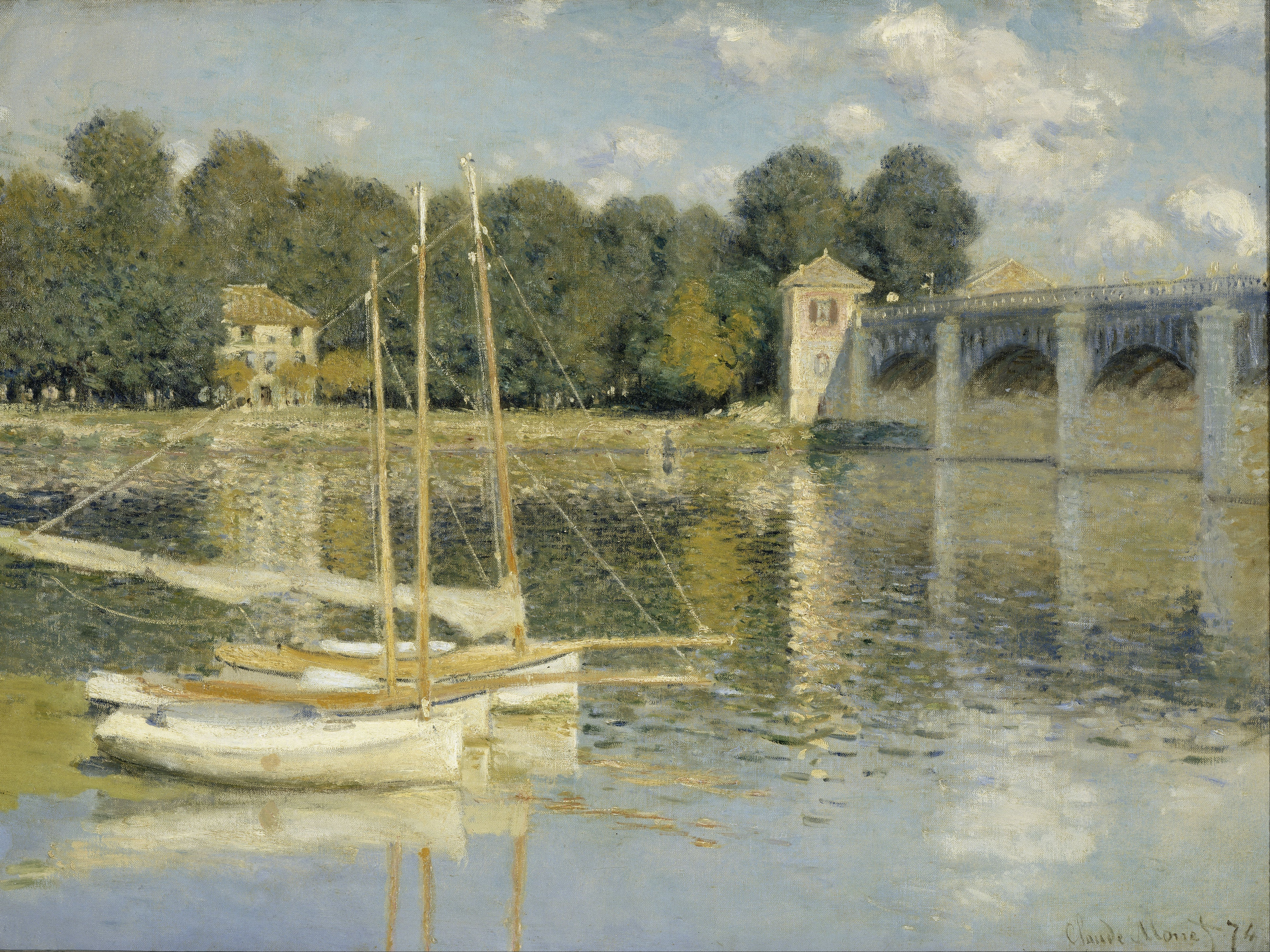
Claude Monet: Le pont à Argenteuil, 1874

Pissarro dagegen stellt die Oise vollkommen konträr dar: Fabriken und Bauernhöfe sind am Fluss gebaut, Landarbeiter nutzen die Treidelpfade entlang des Flusslaufes, von Pferden gezogene Barkassen und Dampfschiffe schippern auf dem Fluss. Ein Segelboot erscheint nur einmal in seinem Werk der 1860er und 1870er Jahre. Pissarro stellt im Gegensatz zu Monets in alle Richtungen frei gleitenden Booten die Bewegungen auf dem Wasser gezielt dar, entweder parallel zum Bild oder in die Bildfläche eindringend. Arbeiterfiguren fischen in der Oise nicht zum Vergnügen, sondern um eine Mahlzeit zu gewinnen, schöpfen Trinkwasser aus dem Fluss oder waschen ihre Wäsche im Fluss – ein vollständiger Gegensatz zu den meist bürgerlichen Freizeitbeschäftigungen auf Monets Flussmotiven. Der Fluss ist bei Pissarro in die landwirtschaftlichen und industriellen Bedürfnisse des Orts eingebunden. Auch formal unterscheiden sich Pissarros Flussdarstellungen von denen Monets oder Daubignys: Der Standort des Betrachters liegt bei Pissarro stets auf dem Ufer, niemals auf der Wasserfläche. Er betont das Ufer mit seinen Bäumen, Feldern und Figuren am Ufer, der distanzierte Fluss ist in seiner Sicht vor allem eine Verbindungsader von Pontoise in die weite Ferne.

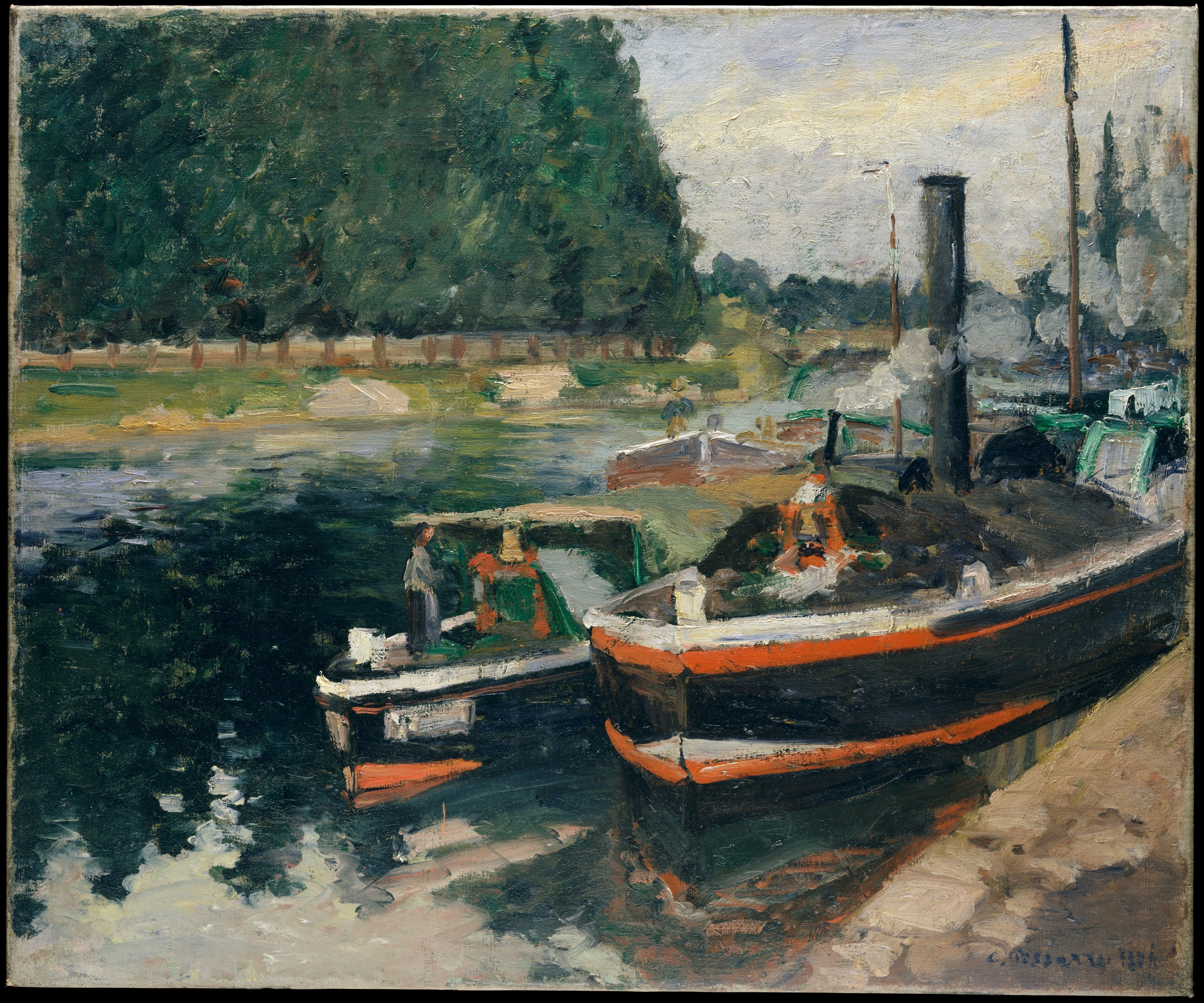
Camille Pissarro: Barges at Pontoise
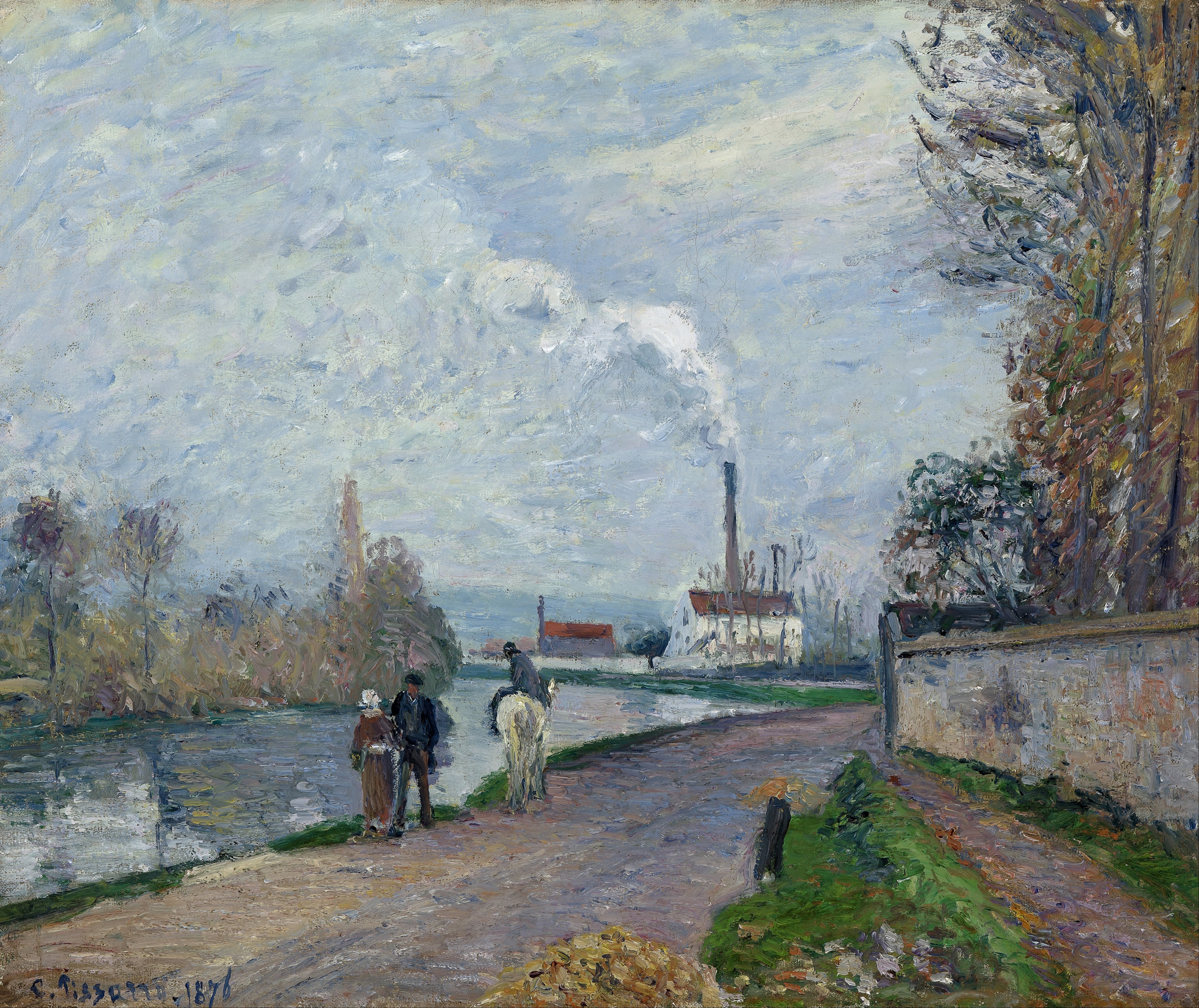
Camille Pissarro: L'Oise à Pontoise, temps gris
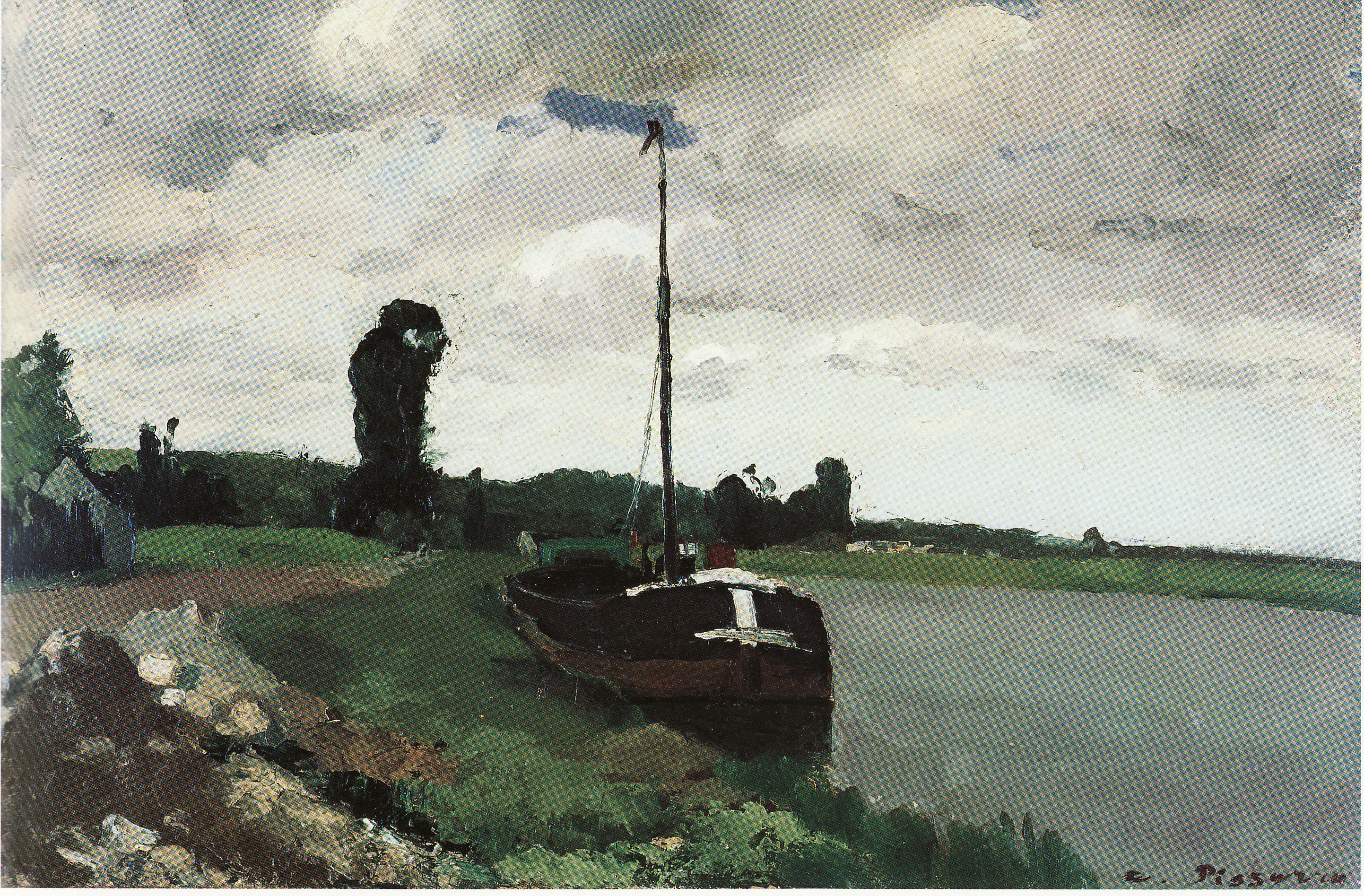
Camille Pissarro: Au bord de la rivière, Pontoise
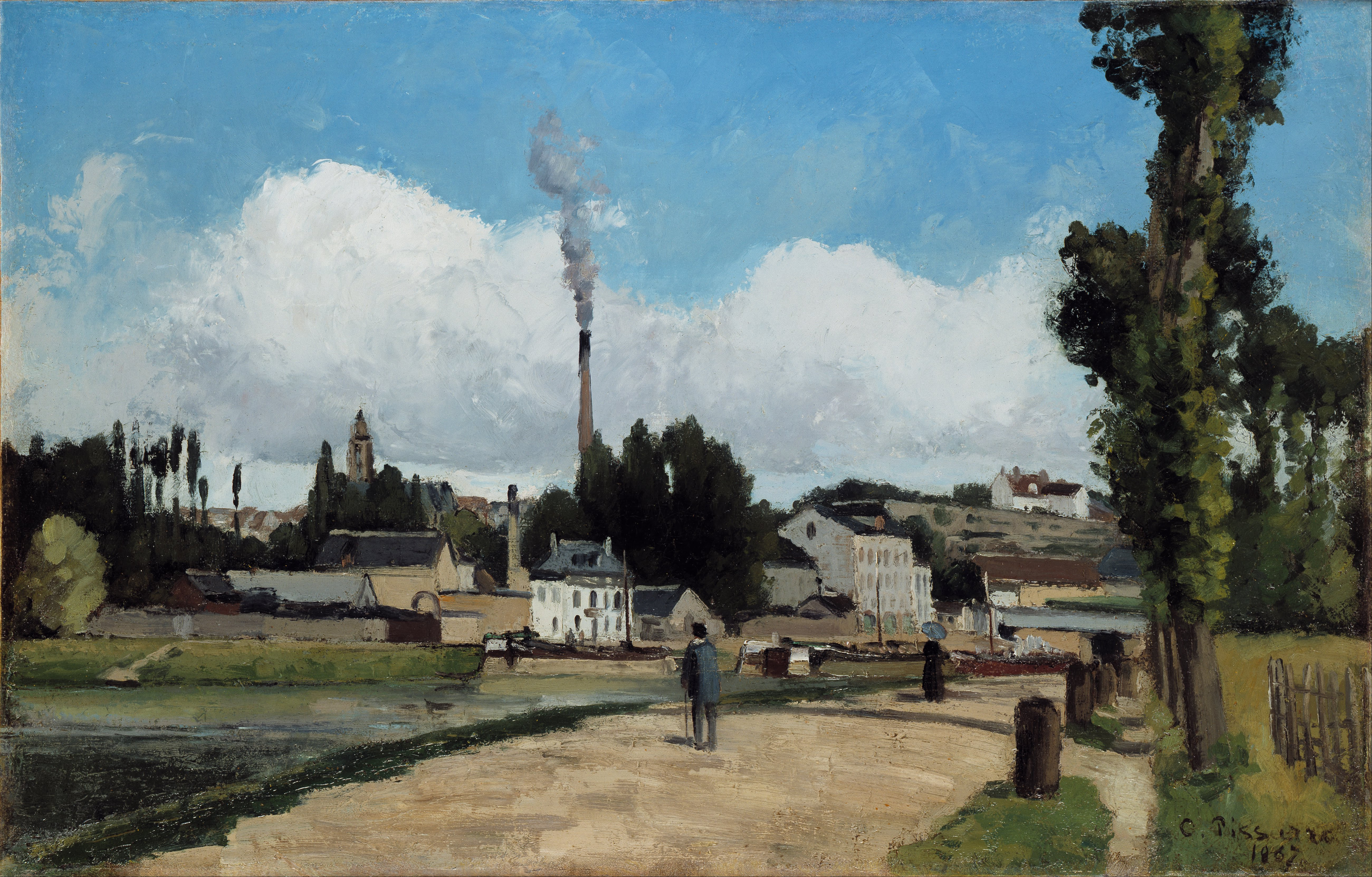
Camille Pissarro: Bords de l'Oise a Pontoise
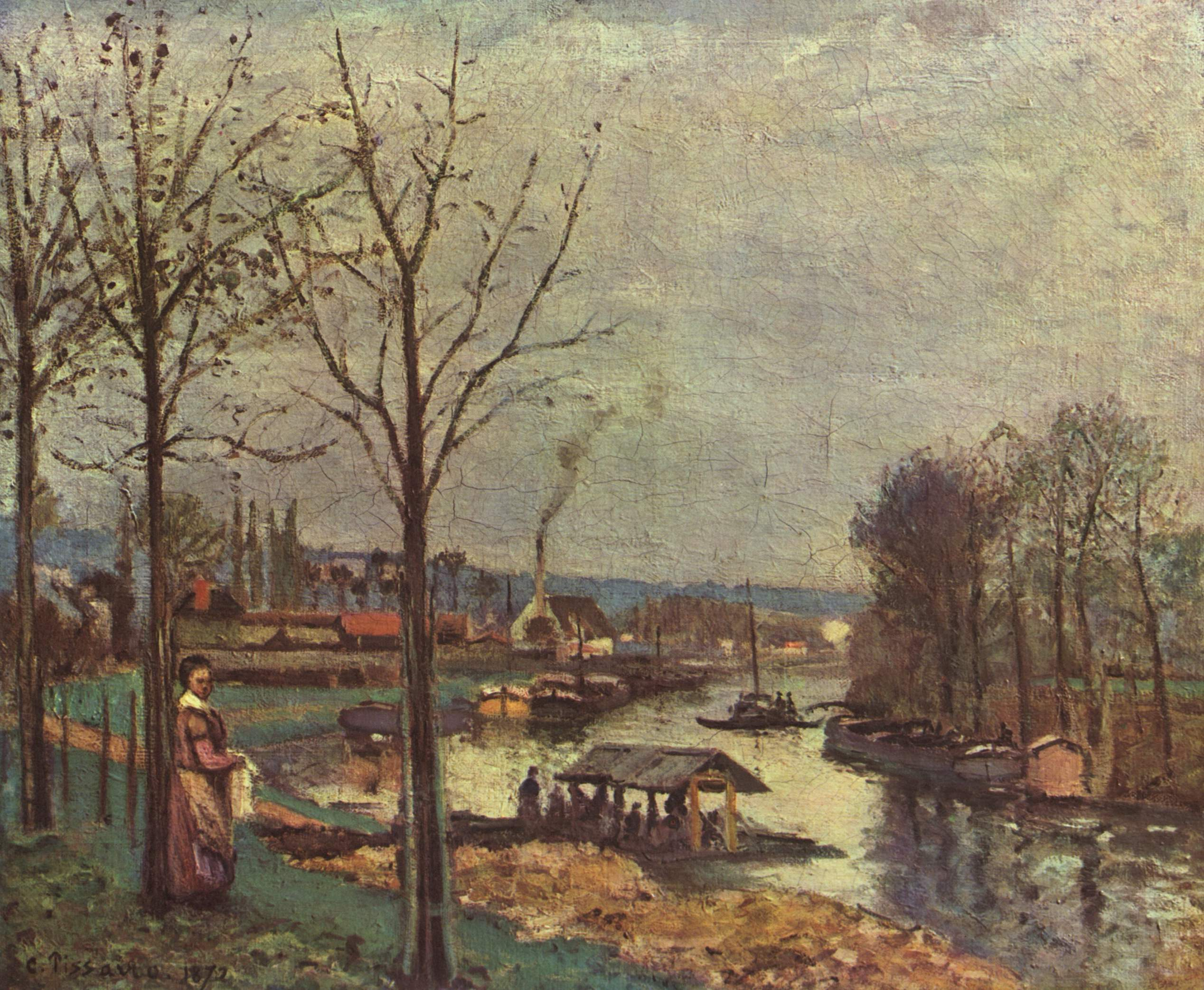
Camille Pissarro: Der Waschplatz von Pontoise

Mehr noch als die Sicht auf den Fluss – hier das freizeitorientierte Gewässer, dort der industrielle Verkehrsweg – unterscheidet sich Monets Werk von dem Pissarros in der Rolle der Eisenbahn. Bei Monet nimmt die Eisenbahn den Stellenwert ein, den Pissarro in seinem Flussmotiven zum Ausdruck bringt – Verbindung in die Ferne, Industrialisierung und Dynamik der Zeit. So sind Monets Eisenbahnbrücken immer das Hauptmotiv des Bildnisses, bei Pissarro dagegen immer der Fluss. Wie auch bei seinen anderen Bildern dieser Zeit stellt Pissarro nicht das technologische Motiv in den Vordergrund, sondern bleibt der Tradition der idyllischen Landschaftsmalerei treu. Bei Monets im gleichen Zeitraum geschaffenem Bild Die Eisenbahnbrücke von Argenteuil ist der Blick auf das Bauwerk unverstellt und ein Dampfzug in voller Fahrt als Symbol des Fortschritts und einer optimistischen Zukunft zu sehen. Dieses Element fehlt bei Pissarros Werk dieser Zeit entweder vollständig oder ist nur aus einer großen Distanz dargestellt. Eisenbahnen spielen im Œuvre Pissarros nur eine geringe Rolle. Erst 1873 bildete er ein Eisenbahnmotiv bei Pontoise ab, im gleichen Jahr wie er auch das Fabrikmotiv für sich entdeckte. Es ist offensichtlich, dass Pissarro sich dem schnellen Transportmittel Eisenbahn verweigerte und einer gemächlicheren und damit in seinen Augen menschlicheren Fortbewegung den Vorzug gab.
Eine Darstellung der Eisenbahn ist das Bild La Route au bord du chemin de fer, effet de neige (Die Straße beim Eisenbahndamm im Schnee). Auch hier im Gegensatz zu Monet steht nicht eine dynamische Zugfahrt mit qualmenden Lokomotiven im Blickpunkt des Künstlers, sondern einzig die Trasse, erhöht auf einem Bahndamm verlaufend und von einer Reihe von Telegrafenmasten begleitet. Ihn interessiert nicht die Glorifizierung der Eisenbahn, ihn interessiert die Veränderung der vormodernen Landschaft durch das neue Verkehrsmittel. Die eine Hälfte des Bildes ist für die Natur, die ländliche Landschaft und das Dorfleben reserviert, die andere wird von dem Bahndamm dominiert. Zwei Figuren in der Bildmitte bilden den Verknüpfungspunkt zwischen diesen beiden Welten, die humane Welt einerseits und die mechanisierte Welt andererseits, die der ersten unabänderlich ihren Stempel aufprägt.
Anstelle die Eisenbahn zu akzeptieren oder ihre Technologie gar zu glorifizieren, stellt Pissarro sie im Kontrast zu der langsamen, von der Handarbeit bestimmten Kulturlandschaft dar, die durch sie ersetzt zu werden droht. In seinem Bild Bords de l'Oise, printemps (1873) zeigt er den Flusslauf der Oise. Am Ufer fährt ein Pferdefuhrwerk parallel zum Fluss auf der Route d’Auvers. Im Hintergrund der raumgreifenden Landschaft zeigt er kontrastierend dazu einen dampfenden Zug. Der Kontrast zwischen modernen und althergebrachten Transportmitteln bildet auch das Motiv in seinem Bild Environs de Sydenham Hill (1871) und in seiner Zeichnung View from Upper Norwood.

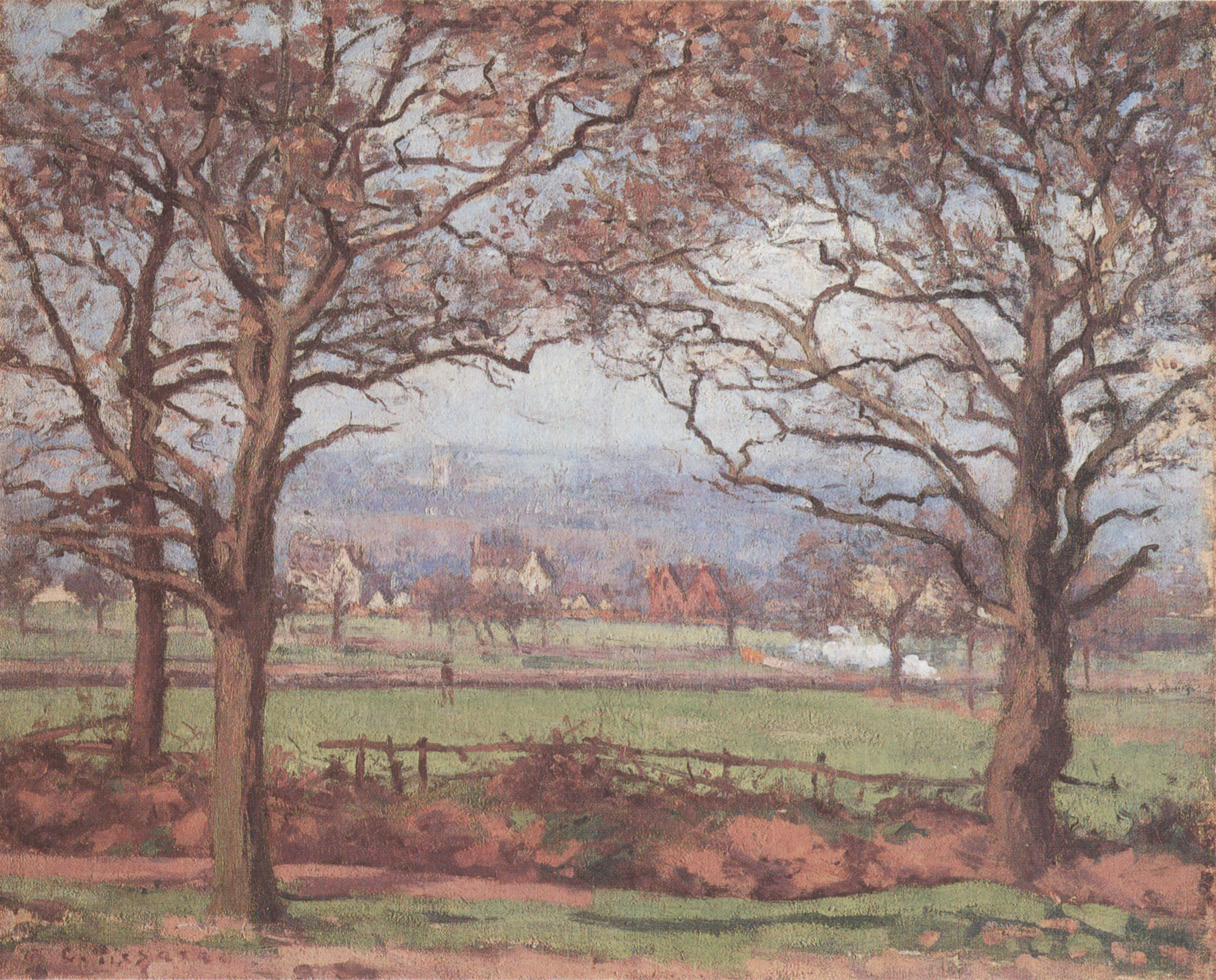
Camille Pissarro: Environs de Sydenham Hill, 1871
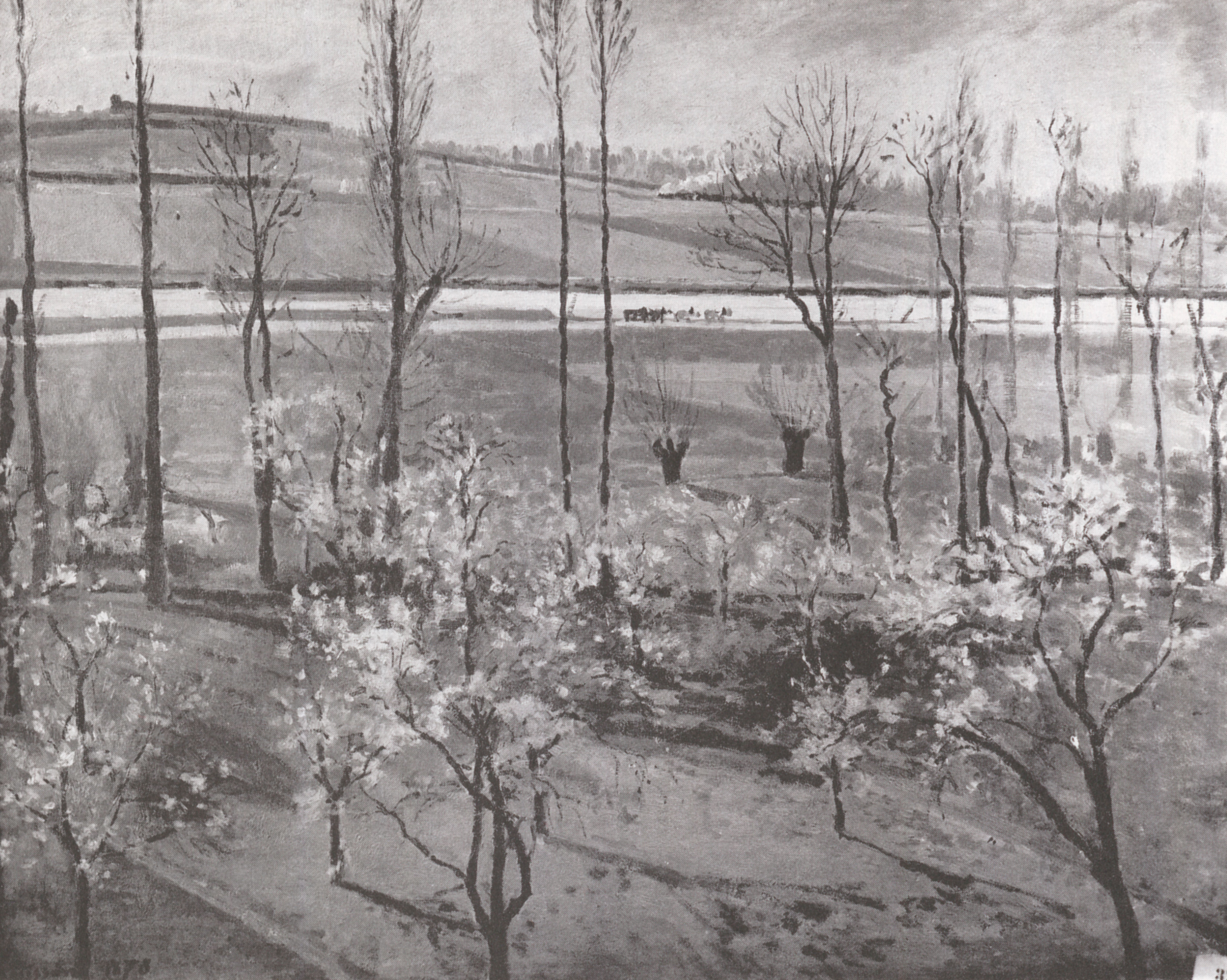
Camille Pissarro: Bords de l'Oise, printemps, 1873
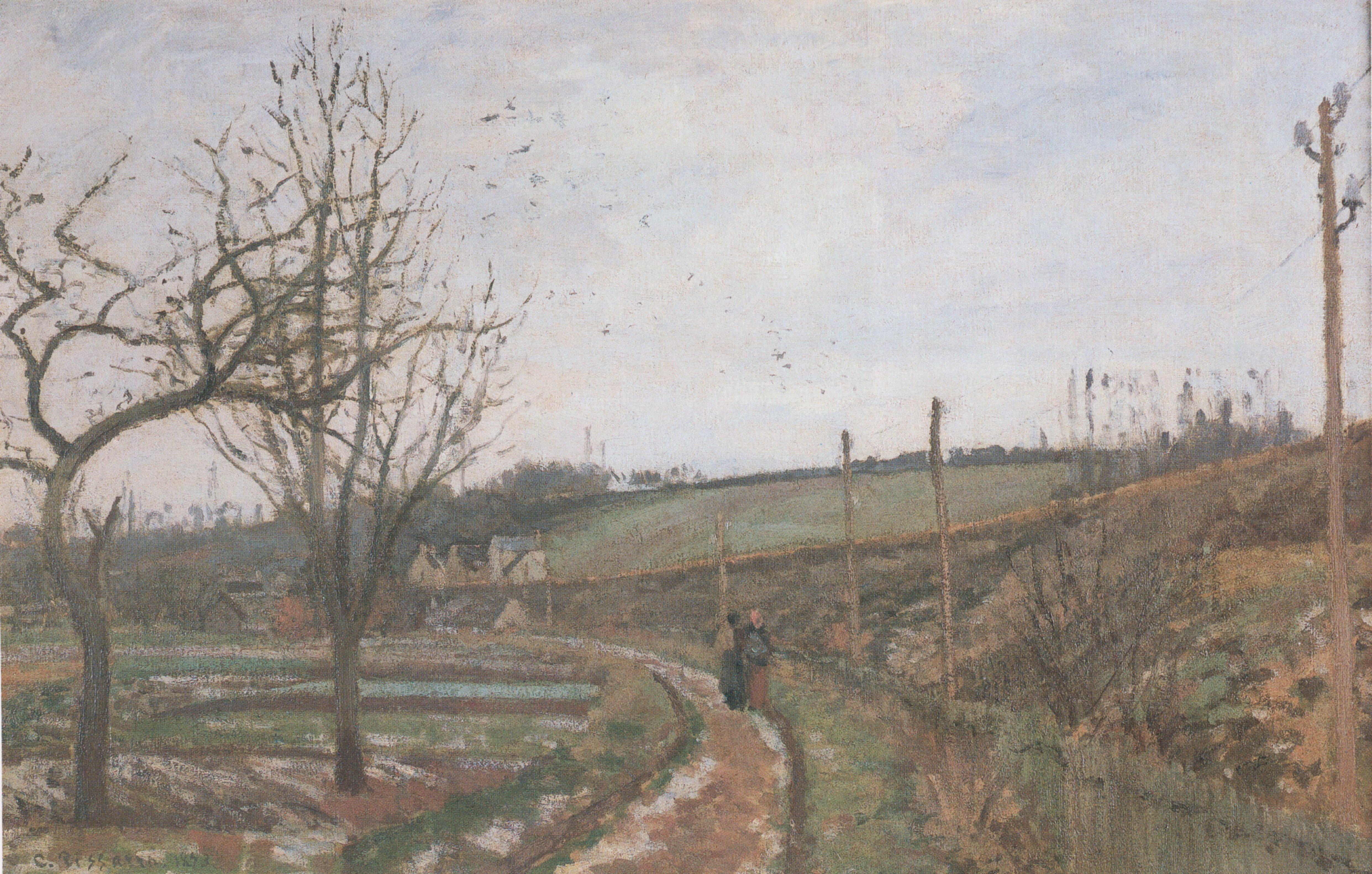
Camille Pissarro: La Route au bord du chemin de fer, effet de neige, 1873

Diese skeptische Sicht auf die Eisenbahn wird auch bei Die Eisenbahnbrücke von Pontoise deutlich, insbesondere im Vergleich zu Monets Die Eisenbahnbrücke von Argenteuil. Pissarro rückt die Eisenbahnbrücke in den Hintergrund, während Monet sie zusammen mit dampfausstoßenden Zügen geradezu glorifiziert. Ein weiterer Hinweis auf Pissarros Vorbehalte gegen die Eisenbahn ist das Bild La Barrière du chemin de fer aux Pâtis, près Pontoise (1873, 1874 neu gemalt). Auch hier wird die Eisenbahn ohne Zug gemalt, der Bahnübergang mit Schranke alleine symbolisiert die Einschränkung der gezeigten ländlichen Bevölkerung in Form eines Manns und einer Frau, die in der strengen Geometrie der Barriere eingeschlossen scheinen.

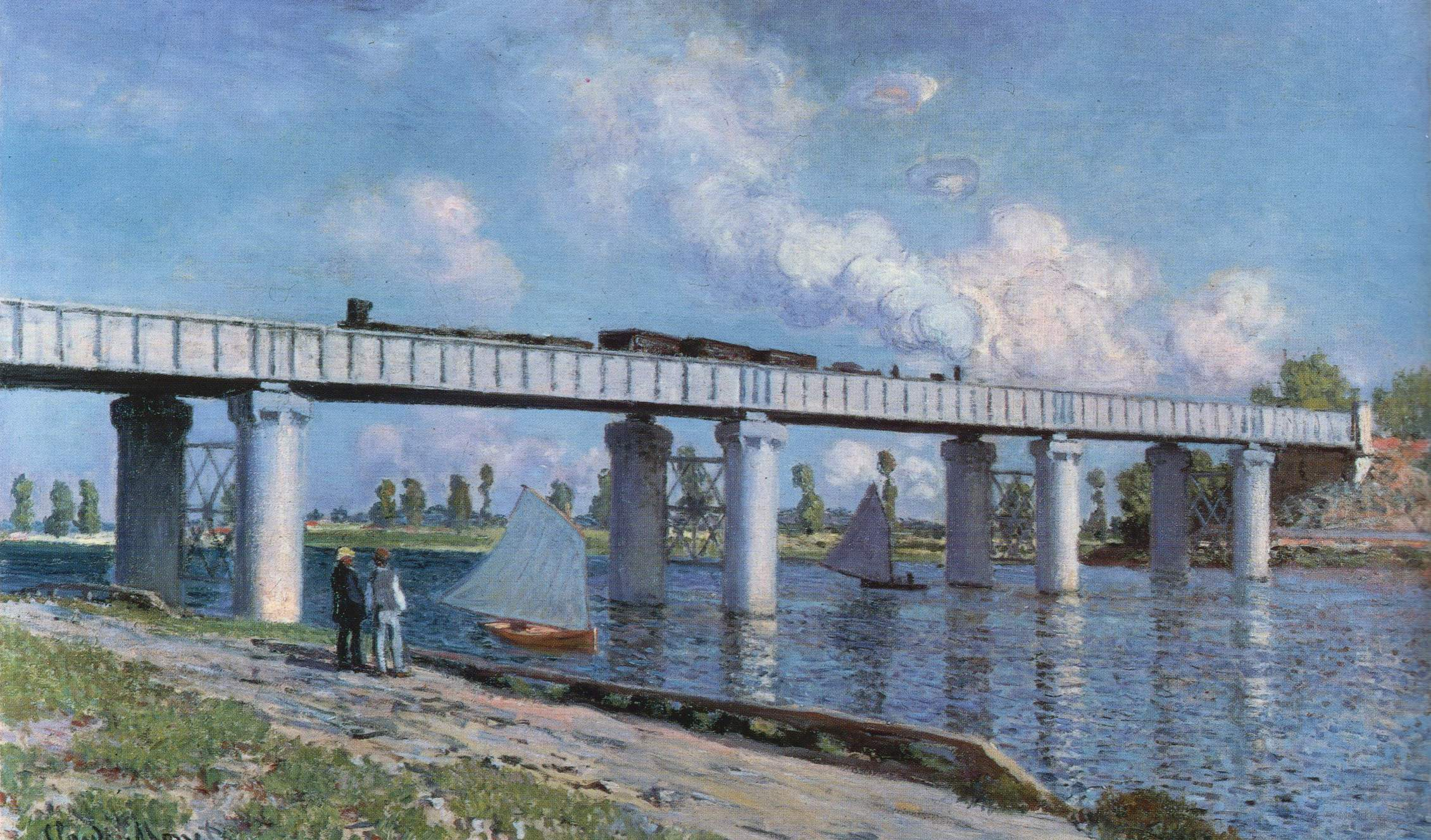
Claude Monet: Die Eisenbahnbrücke von Argenteuil, 1873
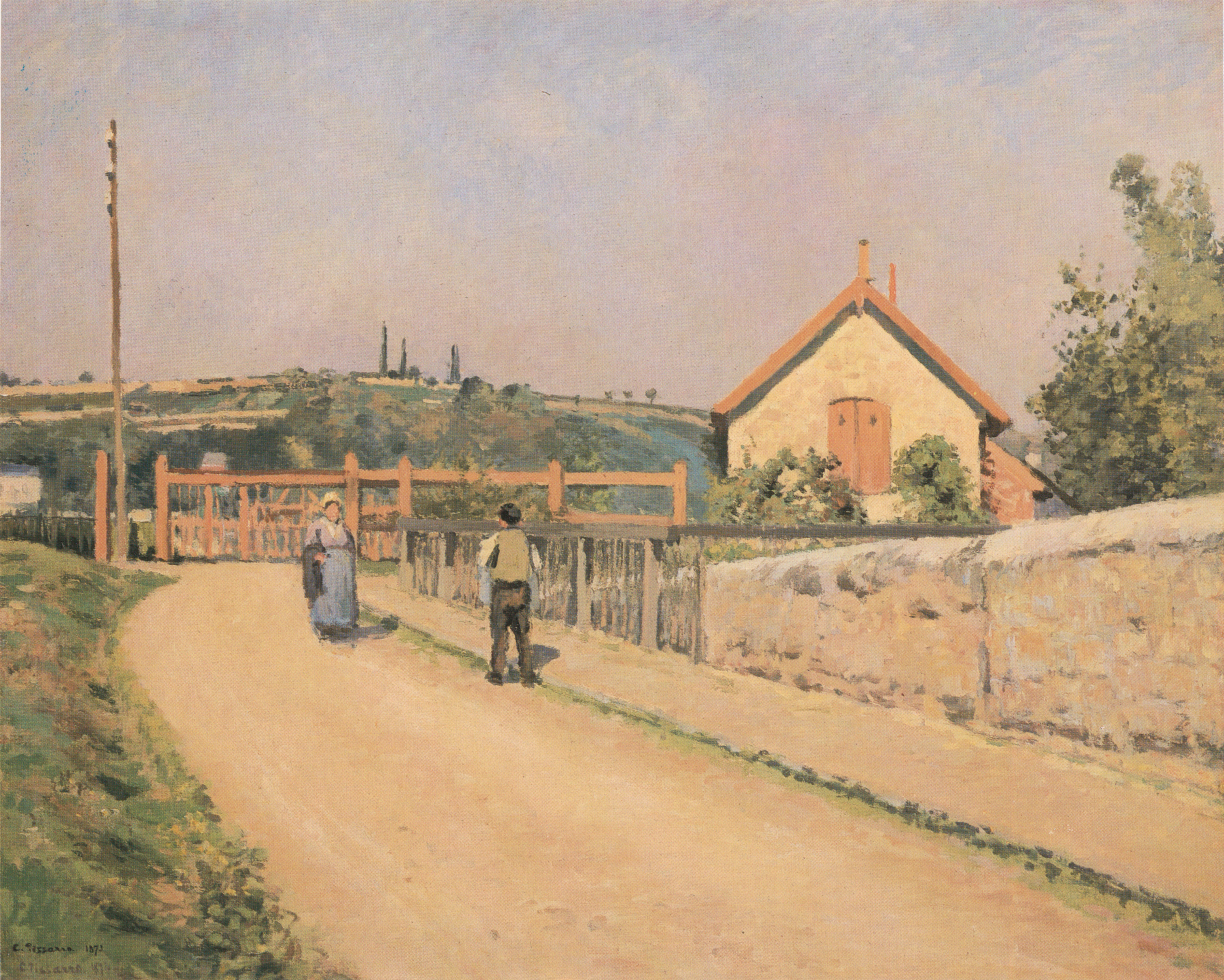
Camille Pissarro: La Barrière du chemin de fer aux Pâtis, près Pontoise, 1873/74

All diese Werke verdeutlichen das Misstrauen Pissarros gegenüber der Eisenbahn. In dem Spannungsfeld zwischen Schiffs- und Eisenbahnverkehr, das im 19. Jahrhundert in Frankreich, England und den Vereinigten Staaten kontrovers diskutiert wurde, positioniert er sich im Gegensatz zu Monet eindeutig auf Seiten der Wasserverkehrswege. Beeindruckend dampfende, rasende und großartig dargestellte Eisenbahnen sind nicht Pissarros Sujet, er zeigt die Landschaft aus einer lokalen Sicht. Die Die Eisenbahnbrücke von Pontoise steht prototypisch für Pissarros Sicht auf Fluss und Eisenbahn.

## Weitere Darstellung des Motivs

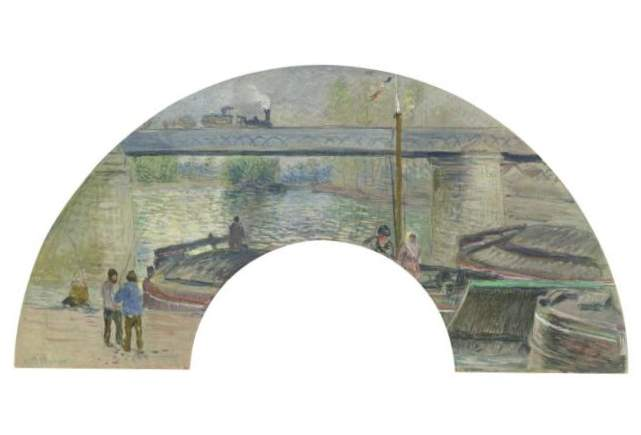
Die Eisenbahnbrücke von Pontoise
Camille Pissarro, ca. 1882–1883
31 cm × 60,8 cm
Gouache mit Wasserfarben auf Seide

Pissarro greift zehn Jahre später das Motiv für die Gestaltungs eines Fächers erneut auf. In der Maltechnik Gouache mit Wasserfarben auf Seide ausgeführt, hat Pissarro nun scheinbar seine Distanz zu der Eisenbahn verloren. Die Brücke trägt nun einen fahrenden Zug und wird gleichberechtigt zu den Elementen der Hafenszenerie mit Arbeiten und angelegten Schiffen dargestellt. Die Flusslandschaft mit Bäumen an den Ufern ist in den Hintergrund gerückt, zentrales Motiv sind voll und ganz die industriellen Aspekte der Ansicht.

## Provenienz des Bildes
Die Eisenbahnbrücke von Pontoise wurde zuerst in der Galerie Georges Petit in Paris und anschließend in der Galerie Bernheim-Jeune, ebenfalls in Paris, ausgestellt. Am 16. Dezember 1908 wurde das Bild von einem Monsieur Fromentin verkauft, ein weiterer Ankauf durch einen Monsieur Humbert über das Pariser Auktionshaus Hôtel Drouot ist am 3. Dezember 1910 belegt. Aus dessen Besitz erwarb ein Monsieur Blot das Gemälde. Im Januar 1924 ging es von R. und C. Gerard aus Paris zur New Yorker Filiale der Galerie Knoedler & Co., die es noch im März des gleichen Jahres an den Kunstsammler James Carstairs aus Philadelphia veräußerte. Im Oktober 1927 kaufte die Galerie Knoedler das Gemälde wieder zurück und es gelangte im Februar 1929 an die Eheleute Ruth S. und David M. Heymann aus New York.
Am 16. Mai 1986 wurde das Bild bei Christie’s, New York versteigert. Der Käufer war die Galerie Alex Reid & Lefevre aus London. Aus dem Besitz der Acquavella Galleries aus New York erfolgte am 14. Mai 1997 eine erneute Versteigerung bei Christie’s, bei der ein Preis von 2.587.500 US-Dollar erlöst wurde. Das Gemälde befindet sich heute im Privatbesitz.